# Bangura
Bangura é uma vila no distrito de Kendujhar, no estado indiano de Orissa.

## Demografia
Segundo o censo de 2001, Bangura tinha uma população de 5168 habitantes. Os indivíduos do sexo masculino constituem 52% da população e os do sexo feminino 48%. Bangura tem uma taxa de literacia de 57%, inferior à média nacional de 59.5%; com 62% para o sexo masculino e 38% para o sexo feminino. 14% da população está abaixo dos 6 anos de idade.